# George Campbell, 6. Duke of Argyll

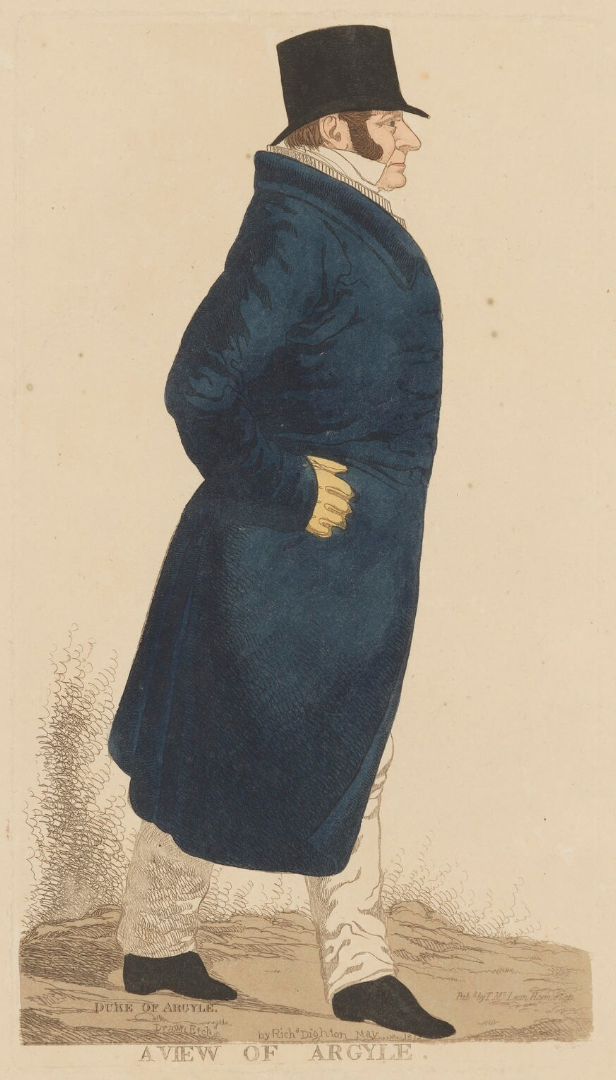
George Campbell, 6. Duke of Argyll (1819)

George William Campbell, 6. Duke of Argyll, GCH, PC (* 22. September 1768; † 22. Oktober 1839 auf Inveraray Castle, Argyllshire) war ein britischer Peer und Politiker.

## Leben
George Campbell war der zweite von drei Söhnen des Feldmarschalls und Politikers John Campbell, 5. Duke of Argyll (1723–1806) aus dessen Ehe mit Elizabeth Gunning, 1. Baroness Hamilton of Hameldon (1733–1790), Witwe des James Hamilton, 6. Duke of Hamilton. Da sein älterer Bruder George John bereits vor seiner Geburt jung gestorben war, war er seit Geburt der Heir apparent seines Vaters. Als solcher führte er bis 1770 den Höflichkeitstitel Earl of Campbell und von 1770 bis 1806 den Höflichkeitstitel Marquess of Lorne.
1790 wurde er als Abgeordneter der Whigs für das Borough St Germans in Cornwall ins britische House of Commons gewählt. Er hatte dieses Mandat bis 1796 inne. Am 2. August 1799 erbte er beim Tod seines Halbbruders mütterlicherseits Douglas Hamilton, 8. Duke of Hamilton, dessen nachgeordneten Adelstitel als 3. Baron Hamilton of Hameldon und wurde dadurch Mitglied des britischen House of Lords. Von 1800 bis zu seinem Tod amtierte er auch als Lord Lieutenant von Argyllshire. Beim Tod seines Vaters erbte er dessen Adelstitel als 6. Duke of Argyll, 6. Marquess of Kintyre and Lorne, 5. Earl of Argyll, 6. Earl of Campbell and Cowall, 6. Viscount of Lochow and Glenyla, 16. Lord Campbell, 15. Lord Lorne, 9. Lord Kintyre, 6. Lord Inverary, Mull, Moreen and Tirie, 2. Baron Sundridge und 8. Baronet, of Lundie. 1807 erhielt er als Nachfolger seines Vaters das Amt des Vice-Admiral of the Western Coast.
Von 1812 bis 1820 war er Mitglied im Rat des Prinzregenten Georg, Prince of Wales. Von 1822 bis 1824 amtierte er als Großmeister der Freimaurer-Großloge von Schottland. Von 1827 bis 1828 und erneut von 1830 bis 1839 hatte er das Staatsamt des Keeper of the Great Seal of Scotland inne. 1833 wurde er als Knight Grand Cross des Hanoverian Guelphic Order ausgezeichnet und ins Privy Council aufgenommen. 1833 bis 1834 amtierte er unter König Wilhelm IV. und von 1835 unter Königin Victoria als Lord Steward of the Household.
Seine am 29. November 1810 in Edinburgh geschlossene Ehe mit Lady Caroline Elizabeth Villiers (1774–1835), Tochter des George Villiers, 4. Earl of Jersey, blieb kinderlos. Er hinterließ eine uneheliche Tochter, aber keine legitimen männlichen Nachkommen, sodass seine Adelstitel bei seinem Tod an seinen jüngeren Bruder Lord John Campbell fielen.